# عملية التلامس

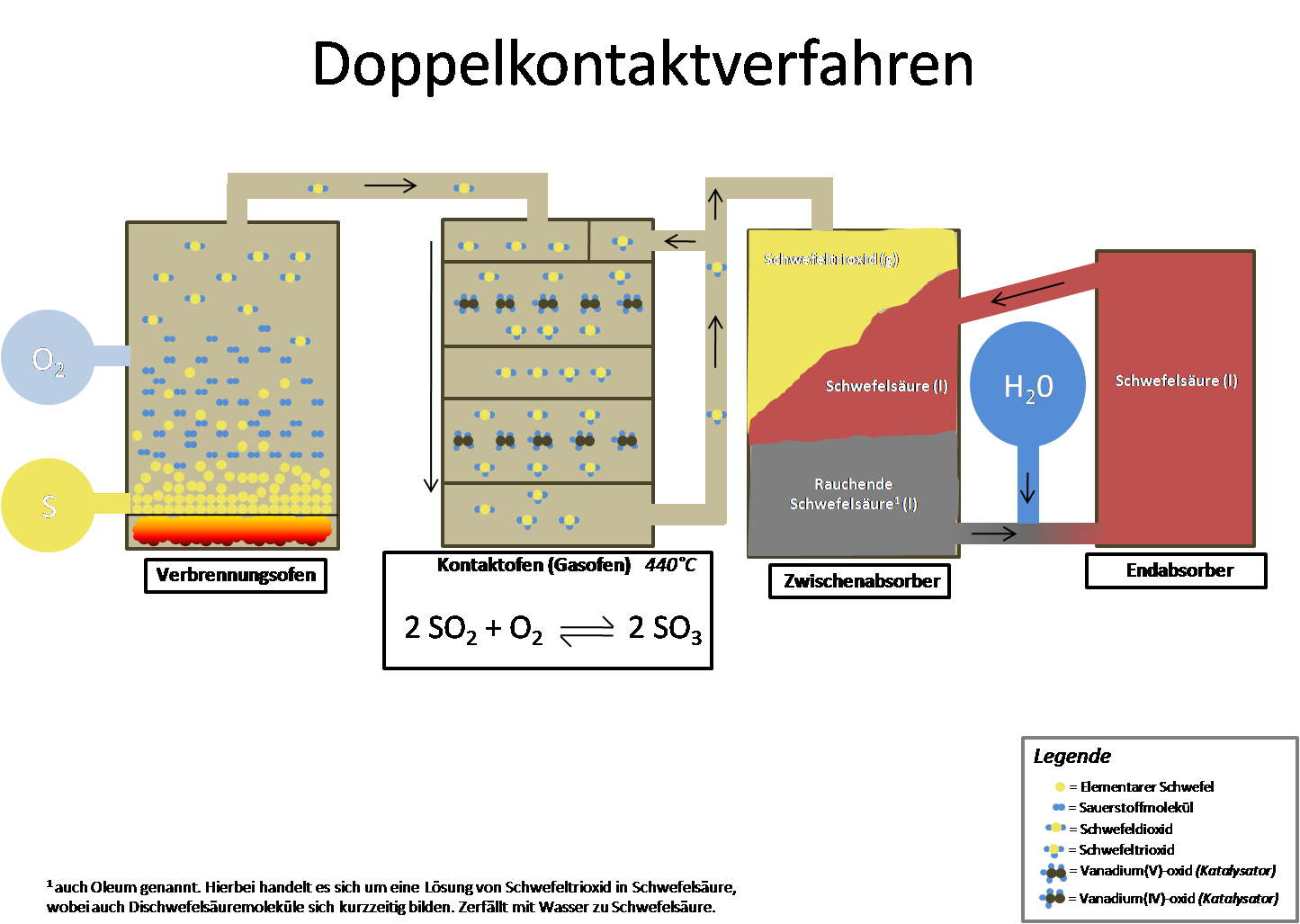

عملية التلامس في الكيمياء هي عملية صناعية لتحضير حمض الكبريتيك بتراكيز مرتفعة وبشكل ملائم لاحتياجات وطلب السوق. تعتمد العملية على أكسدة الكبريت باستخدام حفاز من أكسيد الفاناديوم الخماسي V2O5.
طورت هذه العملية في بريطانيا في ثلاثينات القرن التاسع عشر، وكانت نقلة نوعية في تحضير حمض الكبريتيك، الذي كان يحضر سابقاً وفق عملية غرف الرصاص.

## العملية
يمكن أن تقسم العملية إلى خمس خطوات رئيسية:
- تفاعل الكبريت مع الأكسجين (O2) بتفاعل أكسدة للحصول على ثنائي أكسيد الكبريت:

{\displaystyle \mathrm {S_{8}(s)+8\ O_{2}(g)\quad \rightarrow \quad 8\ SO_{2}(g)\qquad } }
- تنقية ثنائي أكسيد الكبريت في وحدات التنقية الخاصة
- تمرير كمية كافية من الأكسجين بوجود حفاز أكسيد الفاناديوم الخماسي (خماسي أكسيد الفاناديوم V2O5) لإتمام الأكسدة إلى ثلاثي أكسيد الكبريت عند درجات حرارة تصل إلى 450 °س:

{\displaystyle \mathrm {2\ SO_{2}(g)+O_{2}(g)\quad \rightleftharpoons \quad 2\ SO_{3}(g)\qquad } }
- يضاف ثلاثي أكسيد الكبريت المتشكل إلى حمض الكبريتيك للحصول على الأوليوم:

{\displaystyle \mathrm {SO_{3}(g)+H_{2}O(g)\quad \rightarrow \quad H_{2}SO_{4}(l)\qquad } }
{\displaystyle \mathrm {SO_{3}(g)+H_{2}SO_{4}(l)\quad \rightarrow \quad H_{2}S_{2}O_{7}(l)} }
- يضاف الأوليوم إلى الماء للحصول على حمض الكبريتيك المركز

{\displaystyle \mathrm {H_{2}S_{2}O_{7}(l)+H_{2}O(l)\quad \rightarrow \quad 2\,H_{2}SO_{4}(l)} }
كان يستخدم لعملية التلامس حفاز من البلاتين في السابق، إلا أن تفاعله مع الشوائب الزرنيخية الموجودة في خامة الكبريت كان يسبب تسمم الحفاز. وعلى العموم فإن زيادة نقاوة المواد الداخلة في التفاعل يزيد من كفاءة العملية.

## التسمية
تسمى أيضاً عملية التلامس، يقابلها بالإنجليزية Contact process.